# 大定 (陳朝)
大定（だいてい）は、ベトナム陳朝の昏徳公（廃帝楊日礼）が使用した元号。1369年 - 1370年。

## 西暦との対照表
| 大定 | 元年   | 2年    |
| 西暦 | 1369年 | 1370年 |
| 干支 | 己酉   | 庚戌   |